# Raoudha Mansouri
Raoudha Mansouri (arabe : روضة المنصوري) est une actrice tunisienne.

## Filmographie

### Cinéma
- 2004 :
  - Le Prince de Mohamed Zran
  -  Parole d'hommes de Moez Kamoun (ar)
- 2006 : Rue Tanit de Fayçal Bouzayen Chemmami[2]
- 2007 : El Burnous (court métrage) de Hamadi Arafa[3]

### Télévision
- 2003 : Ikhwa wa Zaman de Hamadi Arafa : Haïfa
- 2004 : Jari Ya Hammouda d'Abdeljabar Bhouri : Azza
- 2005 : Choufli Hal (saison 1) de Slaheddine Essid
- 2006 :
  - Hkeyet El Aroui de Habib Jomni
  - Nwassi w Ateb d'Abdelkader Jerbi
- 2007 : Layali el bidh de Habib Mselmani : Samiha
- 2008 : Bin Ethneya de Habib Mselmani[4] : Sana
- 2009 : Achek Assarab de Habib Mselmani
- 2010 :
  - Dar Lekhlaa d'Ahmed Rjeb et Nabil Bessaïda : Achwek
  - Donia de Naïm Ben Rhouma
- 2012 :
  - Ghadhab Mozdahem
  - Onkoud El Ghadhab de Naïm Ben Rhouma : Rabeb
- 2013 : Zawja El Khamsa de Habib Mselmani et Jamel Eddine Khelif : Hanen[5]
- 2014 : Hala Adia
- 2016 :
  - Warda w Kteb d'Ahmed Rjeb : Salwa
  - Dima Shab : Nadia
- 2019 : Zanket El Bacha de Nejib Mnasria : Dorra

## Théâtre
- 2014 : El Hala Adia, adaptation de la pièce de théâtre Al-Najet de l’écrivain égyptien Naguib Mahfouz, mise en scène de Hassen Mouadhen